# Bugarska košarkaška reprezentacija
Bugarska košarkaška reprezentacija predstavlja državu Bugarsku u športu košarci.
Krovna organizacija: Bugarski košarkaški savez
Glavni trener: Rosen Barchovski

## Poznati igrači
- Georgij Glučkov